# Garcinia conrauana
Garcinia conrauana är en tvåhjärtbladig växtart som beskrevs av Adolf Engler. Garcinia conrauana ingår i släktet Garcinia och familjen Clusiaceae. Inga underarter finns listade i Catalogue of Life.